# Percy Howard Newby
Percy Howard Newby, noto come P.H. Newby (Crowborough, 25 giugno 1918 – Garsington, 6 settembre 1997), è stato uno scrittore inglese.
Ha vinto il Somerset Maugham Award nel 1948 ed è stato il vincitore dell'edizione inaugurale del Booker Prize nel 1969 per il romanzo Something to Answer For.
Nell'ottobre 1939 venne inviato in Francia per combattere nella seconda guerra mondiale arruolato nella Royal Army Medical Corps. La sua compagnia fu l'ultima ad essere evacuata. Successivamente venne spedito nel mediooriente e si è battuto nel deserto egiziano.
Venne congedato dal servizio militare nel dicembre 1942, e iniziò a insegnare letteratura inglese presso l'Università del Cairo fino al 1946.
Dal 1949 al 1978 ha lavorato per la BBC, cominciando da produttore radiofonico fino a diventare a capo della programmazione di BBC Radio 3, e poi ancora direttore generale di BBC Radio.

## Opere

### Romanzi
- A Journey to the Interior (1945)
- Agents and Witnesses (1947)
- Mariner Dances (1948)
- The Loot Runners (1949)
- The Snow Pasture (1949)
- The Young May Moon (1950)
- A Season in England (1951)
- A Step to Silence (1952)
- The Retreat (1953)
- Picnic at Sakkara (1955)
- Revolution and Roses (1957)
- Ten Miles From Anywhere (1958)
- A Guest and His Going (1960)
- The Barbary Light (1962)
- One of the Founders (1965)
- Spirit of Jem (1967)
- Something to Answer For (1968), vincitore del Booker Prize
- A Lot to Ask (1973)
- Kith (1977)
- Feelings Have Changed (1981)
- Leaning in the Wind (1986)
- Coming in with the Tide (1991)
- Something About Women (1995)

### Saggistica
- Maria Edgeworth (1950)
- The Novel, 1945-1950 (1951)
- The Uses of Broadcasting (1978)
- The Egypt Story (1979)
- Warrior Pharaohs (1980)
- Saladin in His Time (1983)